# マイコバクチン

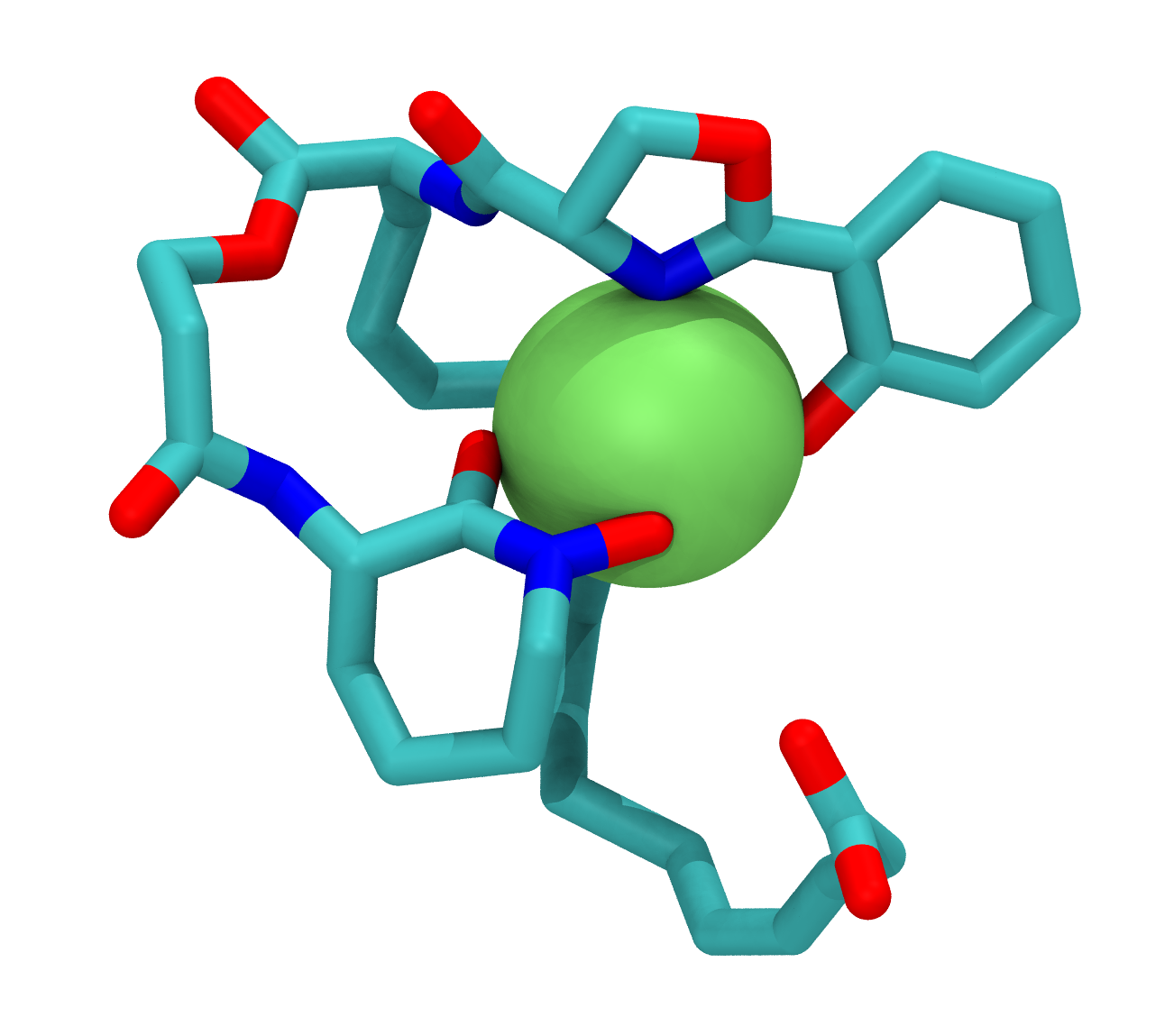
マイコバクチンの分子モデル

マイコバクチン（英：Mycobactin）は、マイコバクテリウム属が、細胞外の遊離鉄イオンをマイコバクテリウム属の細胞の細胞質にshuttleさせるために用いるシデロホアである。病原体である結核菌は、この目的のために自らマイコバクチンを合成することができるが、M. avium subspecies paratuberculosisなど、このシデロホアを産生できない他のマイコバクテリウム属も存在するため、実験室内または宿主生物内でこの生物を培養するためには、マイコバクチンを供給しなければならない。